# 曉霞妝
曉霞妝，是中國古代女子位於眉尾至兩鬢間的一種面妝。

## 傳說
五代後蜀的詞人張泌所著的《妝樓記》寫道：「夜來初入魏宮，一夕，文帝在燈下詠，以水晶七尺屏風障之。夜來至，不覺面觸屏上，傷處如曉霞將散，自是宮人俱用胭脂仿畫，名曉霞妝。」夜來即薛夜來，初入曹魏文帝曹丕後宮時，一晚，曹丕正在燈下讀書，四周圍以水晶屏風。由於燈光昏暗，水晶屏風又透明如無物，當薛夜來走向魏文帝時，鬢邊不慎撞上水晶屏風且血流不止。待鮮血擦去後，傷處留下如朝霞將散的痕跡，即使痊癒後仍留有如新月般的疤痕。後來宮中女子見薛夜來受寵，便爭相在兩鬢邊學著薛夜來的傷痕，用硃砂、胭脂等紅色膏料畫上面飾，稱曉霞妝。後來演變為斜紅型式。

## 畫法
在眉尾至鬢邊用硃砂胭脂等物，畫成朝霞餘韻之貌，看似血痕未乾。